# OFDMA

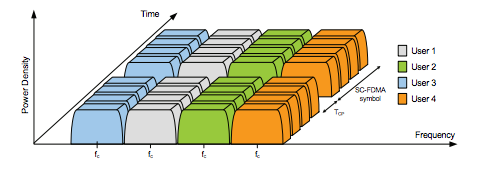
Fig.1 Diagrama temporal i freqüencial del sistema OFDMA : cada color representa un usuari

OFDMA, acrònim de “Orthogonal Frecuency-Division Multiple Access”, és la versió multiusuari de l'OFDM, “Orthogonal Frecuency-Division Multiplexing”. S'utilitza per a aconseguir que un conjunt d'usuaris d'un sistema de telecomunicacions pugui compartir l'espectre d'un cert canal per a aplicacions de baixa velocitat. L'accés múltiple s'aconsegueix dividint el canal en un conjunt de subportadores (subcarriers) que es reparteixen en grups depenent de la necessitat de cada un dels usuaris.
Per a aconseguir una major eficiència, el sistema es realimenta amb les condicions del canal, adoptant contínuament el nombre de subportades assignades a l'usuari en funció de la velocitat que aquest usuari necessiti i de les condicions del canal. Si l'assignació es fa ràpidament, s'aconsegueix anul·lar de manera eficient les interferències co-canal i els esvaïments ràpids, proporcionant una millor eficiència espectral del sistema que l'OFDM.

## Característiques
Aquest mètode d'accés permet assignar un nombre diferent de subportadors a cada un dels usuaris, assegurant així, una qualitat de servei (QoS) diferent en funció de l'amplada de banda assignada. És a dir, OFDMA permet establir una velocitat de connexió i una probabilitat d'equivocació individual per a cada usuari.
OFDMA s'assembla al CDMA (Code Division Multiple Acces) i es caracteritza per utilitzar la tecnologia de l'espectre separat, 
on a cada transmissor se li assigna un codi. Els usuaris poden aconseguir diferents velocitats de connexió gràcies a un factor assignat que separa un codi o un divers nombre de codis que se separen a cada usuari.
Es pot entendre com una combinació de l'OFDM amb TDMA (Time Division Multiple Acces), multiplicant diferents usuaris mitjançant un accés per divisió en el temps. Els usuaris amb poca capacitat d'informació poden enviar contínuament a baixa velocitat de transmissió, en lloc d'utilitzar un portador d'alta potència polsat.
OFDMA també es pot descriure com un accés on repartim els recursos de l'espai format per l'eix temporal i l'eix freqüencial. S'assigna la informació al llarg de les subportadores a la combinació del domini freqüencial i accés multiple en el domini temporal (espai temps- freqüència).

## Punts forts i punts febles

### Avantatges amb relació al CDMA
- OFDM pot combatre les interferències d'una manera més senzilla.
- OFDMA pot arribar a una millor eficàcia espectral.

### Avantatges amb relació OFDM amb multiplexació en el domini temporal
- Permet múltiples usuaris de forma simultània si aquests operen a baixa velocitat.
- La potència transmesa dels usuaris de baixa velocitat també és petita.
- Aconsegueix un retard petit i constant.
- Es simplifica l'accés múltiple al canal, reduint la probabilitat de col·lisió.
- Millora la seva força davant interferències.

### Avantatges d'OFDMA
- Fa una mitjana de les interferències de les cel·les veïnes, mitjançant l'ús de diferents combinacions del portador entre els usuaris d'altres cel·les.
- Les interferències dins de la cel·la fan mitjana amb l'assignació de permutacions cícliques.
- Permet associar la cobertura d'una freqüència a la red, donant una bona cobertura on abans hi havia problemes.
- Ofereix una diversitat de freqüències mitjançant la difusió dels portadors per tot l'espectre utilitzat.
- Permet la modulació adaptable per a cada usuari QPSK, 16QAM, 64QAM y 256QAM.

## Aplicacions
Actualment OFDMA es fa servir en el model de mobilitat estàndard IEEE 802.16, comercialment conegut com a WIMAX.
OFDMA també s'està utilitzant a un enllaç de descàrrega millorat per a 3GPP, que s'anomena HSOPA (High Speed OFDM Packet Access).
També és un dels candidats per a proporcionar l'accés en el IEEE 802.22, les conegudes "Wireless Regional Area Networks" (WRAN), en aquest cas seria el primer disseny d'un sistema cognitiu de ràdio en les bandes baixes de VHF i les de UHF, és a dir, les bandes que habitualment s'utilitzen per a transmetre la televisió.
El terme “OFDMA” és una marca registrada per Runcom Technologies Ltd.
OFDMA es fa servir en:
- El mode de mobilitat de l'estàndard IEEE 802.16 Wireless MAN, habitualment apreciat com a WiMAX.
- L'estàndard IEEE 802.20 de nom Wireless mòbil, habitualment coneguda com a MBWA.
- El descendent de la 3GPP LTE (Long Term Evolution) estàndard de la quarta generació per a mòbils. La interfície de ràdio va ser nomenada anteriorment HSOPA (High Speed OFDM Packet Access), ara anomenat E-UTRA (Evolved UMTS Terrestrial Radio Acces).
- El Qualcomm Flarion Technologies mòbil Flash-OFDM.
- L'ara extingit projecte Qualcomm/3GPP2 Ultra Mobile Broadband (UMB), concebut com un successor de CDMA2000, però ara reemplaçat per LTE.